# Osa (powieść)
Osa (ang. Wasp) – angielska powieść fantastyczno-naukowa Erica Franka Russella z 1957. Terry Pratchett (autor serii książek fantasy Świat Dysku) powiedział, że „nie potrafi sobie wyobrazić bardziej zabawnego podręcznika dla terrorystów”. Książka jest powszechnie uznawana za najlepszą powieść Russella. Jej pierwsze wydane ukazało się nakładem wydawnictwa Avalon i miało 175 stron. Polska wersja ukazała się nakładem Domu Wydawniczego Rebis w 2021 w tłumaczeniu Roberta J. Szmidta.
Tytuł książki określa rolę głównego bohatera. Tak jak osa może terroryzować znacznie większą istotę prowadzącą samochód, aby spowodować wypadek i zabić pasażerów, tak pokonanie wroga może zostać dokonane przez wojnę psychologiczną i walkę partyzancką prowadzoną przez małego, ale niebezpiecznego antagonistę. 